# Nucleus
Nucleus fue un grupo británico de jazz rock, que permaneció activo entre 1969 y 1989. Fue fundada por el trompetista, profesor y escritor Ian Carr, el único miembro constante, una vez que se deshizo su asociación con Don Rendell. 
La formación original (hasta Solar Plexus) contaba además de con Carr, con el teclista y oboísta Karl Jenkins, el saxofonista y flautista Brian Smith, el guitarrista Chris Spedding, el bajista Jeff Clyne y el baterista John Marshall. Con esta formación, y en su primer año de vida, Nucleus obtuvo el primer premio del Montreux Jazz Festival de 1969 y publicó el álbum Elastic Rock (que consiguió posicionarse en el puesto n.º 46 de los charts británicos), además de actuar en el Newport Jazz Festival y en el Village Gate de Nueva York.
En 1971, La banda se amplió con dos trompetistas más (Kenny Wheeler y Harry Beckett), otro saxo, Tony Roberts, un  percusionista, Chris Karan y Keith Winter con el sintetizador VCS3. Paralelamente, Ron Mathewson tomó el bajo, en sustitución de Clyne, y Dave MacRae se añadió en los siguientes discos. A partir de este momento, la banda comienza a cambiar con bastante frecuencia de músicos, hasta su primera disolución en 1989.
Entre 1970 y 1971 el grupo tuvo su mejor época crítica y comercialmente, con dos álbumes compuestos principalmente por Jenkins, y un tercero (Solar Plexus) compuesto completamente por Carr. También en 1971 músicos actuales y futuros de Nucleus participaron en Septober Energy, álbum de la big band Centipede. Esta además incluía a Keith Tippett (creador del proyecto) y su banda, con miembros de Soft Machine y King Crimson entre otros músicos de la escena del jazz inglés de los 70.
Cuatro integrantes de Nucleus terminaron uniéndose a Soft Machine, siendo el más notable Karl Jenkins quien sería el líder de esa banda desde 1973.
Ian Carr murió en 2009 a los 75 años tras haber sufrido de Alzheimer.

## Discografía

### Álbumes de estudio
- 1970: Elastic Rock
- 1970: We'll Talk About It Later
- 1971: Solar Plexus
- 1972: Belladonna
- 1973: Labyrinth
- 1973: Roots
- 1974: Under The Sun
- 1975: Alleycat
- 1975: Snakehips Etcetera
- 1977: In Flagranti Delicto
- 1979: Out of the Long Dark
- 1980: Awakening
- 1989: Old Heartland

### Álbumes en vivo
- 1970-71: Hemispheres
- 1970-71: Live In Europe 1970-71
- 1971: Live In Bremen
- 1971/82: The Pretty Redhead
- 1976: UK Tour ‘76
- 1985: Live at the Theaterhaus

### Álbumes recopilatorios
- 1976: Direct Hits
- 1994: Elastic Rock + We'll Talk About It Later

### Soft Machine/Nucleus
Sólo se incluyen álbumes en los que la mayoría de la formación viene de Nucleus.
| Año     | Álbum                                                                                     | Ex-Nucleus                                                                       | Información                                                                 |
| ------- | ----------------------------------------------------------------------------------------- | -------------------------------------------------------------------------------- | --------------------------------------------------------------------------- |
| 1974    | Seven                                                                                     | Karl Jenkins (teclados, vientos), Roy Babbington (bajo), John Marshall (batería) |                                                                             |
| 1975    | Bundles                                                                                   | Jenkins, Allan Holdsworth (guitarra), Babbington, Marshall                       |                                                                             |
| 1973-75 | NDR Jazz Workshop Hamburg, Germany, Switzerland 74, Floating World Live, British Tour ´75 |                                                                                  | Grabaciones en vivo de ese período, presentando los álbumes Seven y Bundles |